# Gabriella Möllerberg
Ester Gabriella Henrietta Möllerberg född 1 augusti 1875 i Kristinehamn, död 30 april 1924 i Linköping, var en svensk konstnär.
Hon var dotter till lokföraren Ivan Valfrid Mörner af Morlanda och Hedvig Margareta Malmberg, hon gifte sig 1900 med postmästaren Harald Tage Möllerberg.
Möllerberg studerade vid Högre konstindustriella skolan i Stockholm 1899 och for samma år till Frankrike, hon gjorde ytterligare studieresor 1921 till Tyskland, Italien och Frankrike.
Hennes arbeten förutom tavlor och kopiering av släktporträtt består av illuminering av numrerade lyxböcker, bland annat Birger Mörners Aurora Köningsmarck, Il-y-avait une fois, Mot aftonglöden och Miniatyrer
Möllerberg är representerad i Nationalmuseum med en teckning.